# Браїлівка (Дністровський район)
Браї́лівка — село в Україні, у Кельменецькій селищній громаді Дністровського району Чернівецької області.

## Історія
З 1991 року в складі незалежної України.
В 2021 році шляхом об'єднання сільських рад, село увійшло до складу Кельменецької селищної громади.

## Населення
Згідно з переписом УРСР 1989 року чисельність наявного населення села становила 327 осіб, з яких 154 чоловіки та 173 жінки.
За переписом населення України 2001 року в селі мешкало 320 осіб.

### Мова
Розподіл населення за рідною мовою за даними перепису 2001 року:
| Мова       | Відсоток |
| ---------- | -------- |
| українська | 97,52 %  |
| російська  | 0,93 %   |
| молдовська | 0,62 %   |
| гагаузька  | 0,31 %   |
| інші       | 0,62 %   |